# Vaude
Vaude [fau'de] (Handelsmarke: VAUDE) ist ein deutscher Produzent von Outdoor-Bekleidung sowie -Ausrüstung für die Bereiche Bergsport, Radsport und Wandern. Der Stammsitz befindet sich im baden-württembergischen Tettnang-Obereisenbach. Das Unternehmen wurde 1974 von Albrecht von Dewitz gegründet. Im Jahr 2009 übergab er die Geschäftsführung an seine Tochter Antje.
Das Unternehmen befindet sich zu 100 % in Familienbesitz. Zur Vaude-Gruppe gehört das Tochterunternehmen Edelrid in Isny.
Der Produktionsstandort Vaude Vietnam wurde zwar von Albrecht von Dewitz aufgebaut, gehört aber nicht zur Vaude Sport GmbH & Co. KG.
Das Unternehmen ist Mitglied des Bündnisses für nachhaltige Textilien. Im November 2023 wurde Vaude mit dem Deutschen Nachhaltigkeitspreis im Bereich Textilien ausgezeichnet.

## Entwicklung des Unternehmens
Albrecht von Dewitz gründete 1974 das Unternehmen Vaude zum Vertrieb von Bergsportausrüstung und der Produktion eigener Rucksäcke. Der Unternehmensname leitet sich von den Initialen des Gründers ab, v. D. [fau'de]. Unternehmenssitz und Produktionsstandort in Obereisenbach wurde 1980 aufgebaut.
1992 wurde ein neuer Produktbereich für Radsportartikel aufgebaut. 1998 startete das Unternehmen mit der Produktion von Lifestyle-orientierten Taschen und Rucksäcken. Im Jahr 1994 wurde das Ecolog-Recycling-Netzwerk gestartet. Es wurde dabei versucht, funktionelle Outdoor-Bekleidung zu 100 % zu recyceln.
Seit 2001 unterhält Vaude einen eigenen Betriebskindergarten am Standort in Obereisenbach. Vaude ist seit 2002 offizieller Partner und Ausrüster des Deutschen Alpenvereins.
2006 wurde die Klettermarke Edelrid (Edelmann + Ridder GmbH & Co. KG, Unternehmenssitz: Isny/Allgäu) durch die Vaude-Gruppe übernommen.
Im gleichen Jahr wurde der Betrieb des Freibades in Obereisenbach übernommen, um so eine Schließung zu verhindern.
Seit 2008 ist Vaude EMAS- und ISO-14001-zertifiziert. 2009 übernahm die Tochter von Firmengründer Albrecht von Dewitz, Antje von Dewitz, die Geschäftsführung.
2017 wurde das Unternehmen Red Chili, hauptsächlich als Hersteller von Kletterschuhen bekannt, durch das Konzernunternehmen Edelrid übernommen.
Im Jahr 2018 berichtet das Unternehmen, dass über 40 % der Führungspositionen von Frauen besetzt sind.
Als neuer Unternehmensbereich wurde 2020 die VAUDE Academy für nachhaltiges Wirtschaften eingerichtet. Die Academy dient dazu, Unternehmen und Organisationen darüber zu informieren und zu schulen, wie man zu einer nachhaltigeren Wirtschaftsweise kommen kann. Dieser Unternehmensbereich wird in der Anfangsphase durch Fördermittel der Deutschen Bundesstiftung Umwelt unterstützt und wird laut eigener Aussage als Social Business geführt.
Im April 2024 beantragt VAUDE erstmalig Kurzarbeit. Grund dafür sei hauptsächlich der Umsatzrückgang im Fahrrad-Segment.

## Produkte und Produktion
Zu den Produkten gehören Bekleidung, Zelte, Schlafsäcke, Rucksäcke, Schuhe und Taschen. Vaude fertigt seine Produkte am eigenen Standort oder bei Partnern in Europa, Taiwan, China, Vietnam und Korea. Etwa 5 % der Produkte werden am eigenen Standort in Deutschland hergestellt. 60 % des Umsatzes werden in Deutschland erwirtschaftet.
Durch einen Brand im April 2015 wurde die Produktionsstätte für Radtaschen am Hauptsitz in Obereisenbach stark beschädigt. Daraufhin baute Vaude hier eine neue Manufaktur, die im Januar 2017 in Betrieb ging. Das temporär ausgelagerte 42-köpfige Manufaktur-Team kehrte wieder an den Firmensitz zurück.

Unternehmenssitz in Obereisenbach, 2016

Kletterbereich am Unternehmenssitz, 2016

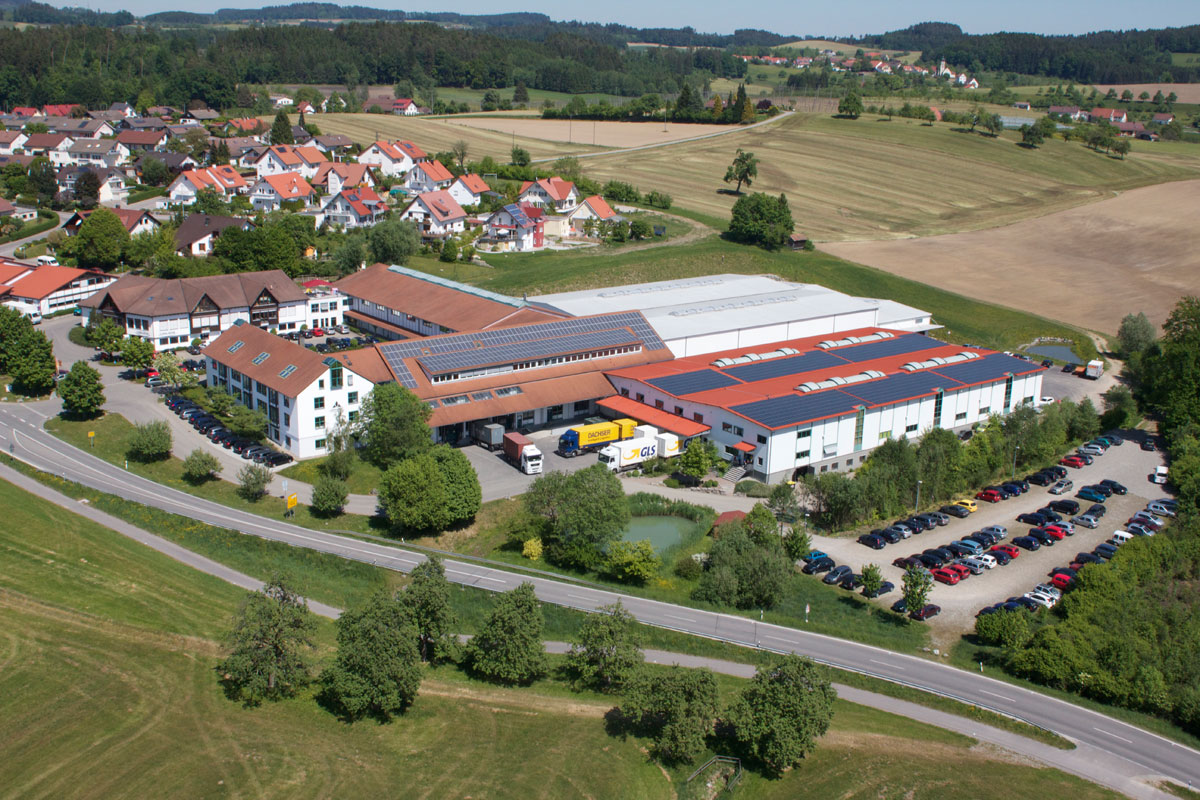
Unternehmenssitz im Jahr 2013

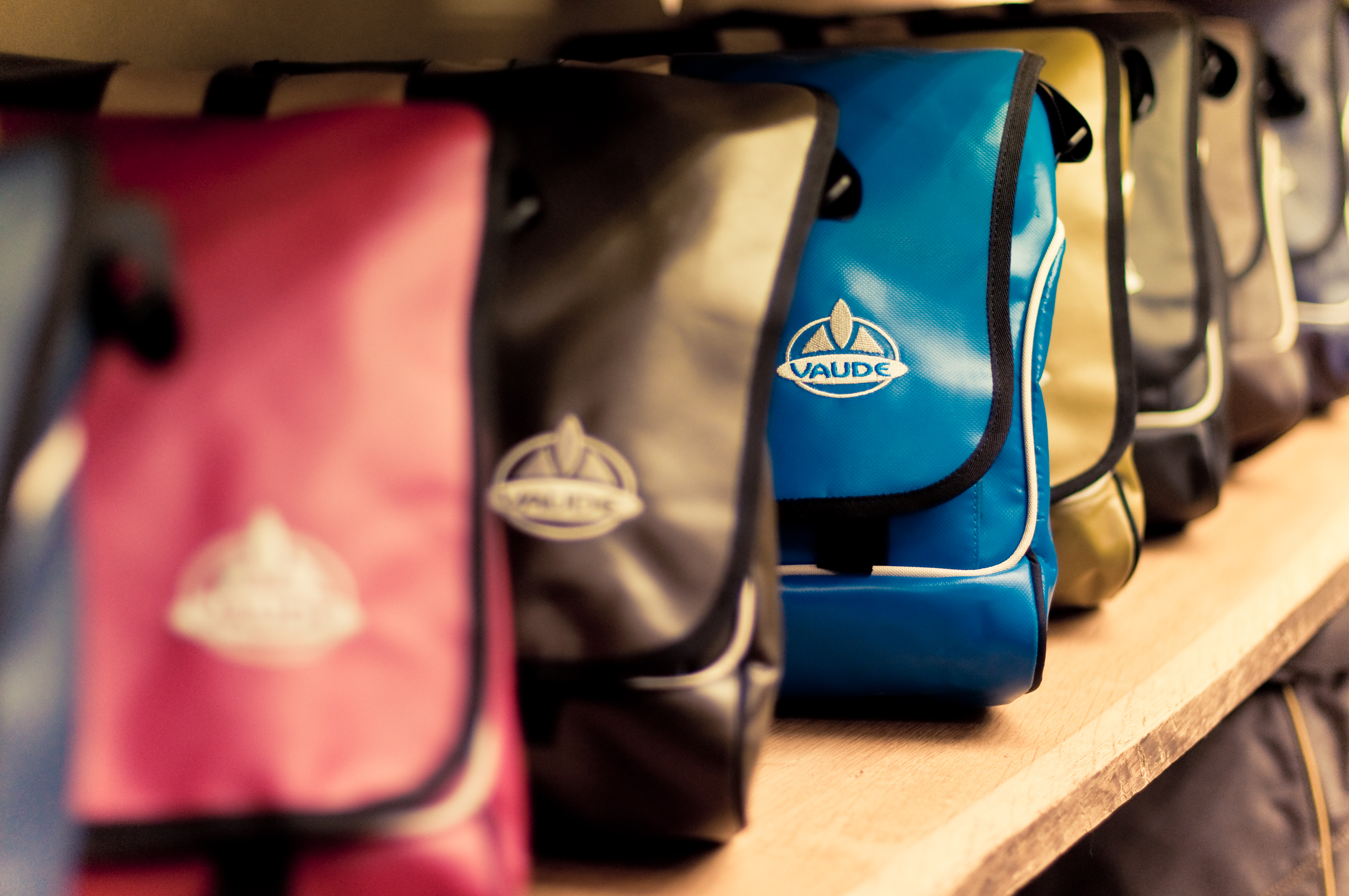
Von Vaude produzierte Taschen aus dem Jahr 2009

## Unternehmensverantwortung

### Ökologisches und Klimaschutz-Engagement
Das Unternehmen setzt sowohl in der Produktentwicklung als auch als Marke stark auf Nachhaltigkeit und Umweltschutz. Auf Produktseite gestaltet Vaude sowohl die gesamte Lieferkette als auch den Lebenszyklus der Produkte konsequent nach ökologischen und fairen Gesichtspunkten. 2015 hat Vaude das Pionierprojekt Environmental Stewardship in the Supply Chain ins Leben gerufen, das vom Bundesministerium für wirtschaftliche Zusammenarbeit und Entwicklung (BMZ) gefördert und von der Deutschen Investitions- und Entwicklungsgesellschaft (DEG) im Rahmen des Programms „develoPPP.de“ finanziell unterstützt wird. Dabei wurden asiatische Zulieferer über zwei Jahre intensiv in den Bereichen Umwelt-, Chemikalien- und Arbeitssicherheitsmanagement und Sozialstandards geschult. Um das Leben der Produkte zur verlängern, hat Vaude innovative Konzepte wie die Second Use-Plattform auf Ebay oder die Kooperation mit der Reparaturplattform iFixit initiiert. Seit 2001 arbeitet Vaude mit dem strengen Umweltstandard bluesign, der die gesamte textile Wertschöpfungskette kontrolliert. Vaude wurde als erstes Outdoor-Unternehmen nach Eco Management and Audit Scheme (EMAS) öko-zertifiziert.
Vaude ist seit 2010 Mitglied der Organisation Fair Wear und hat dort den Leader-Status erreicht.
2011 hat das Unternehmen den Deutschen Nachhaltigkeitskodex unterzeichnet. Im gleichen Jahr startete auch die Kooperation mit dem WWF Deutschland.
Das Unternehmen verwendet biobasierte, nachwachsende Rohstoffe als Rohöl-Ersatz, z. B. Rizinusöl.
Seit 2012 sind der Standort Tettnang und alle dort hergestellten Produkte klimaneutral. Im Jahr 2015 wurde der Umbau des Unternehmensgebäudes abgeschlossen, das schließlich durch die Deutsche Gesellschaft für Nachhaltiges Bauen zertifiziert worden ist. Ein weiteres Projekt ist die Plattform irentit, die 2018 eingerichtet wurde, und im Sinne einer shared economy ermöglichen soll, Produkte des Unternehmens für einen bestimmten Zeitraum zu mieten.
Im Jahr 2021 verkündete Vaude, dass das Unternehmen im darauffolgenden Jahr vollständig und weltweit klimaneutral arbeiten wird. Im Oktober 2022 zertifizierte die Science Based Targets Initiative, dass das Unternehmen im Einklang mit den Zielen des Pariser Klima-Abkommens wirtschaftet.
Mit dem eigenen Green-Shape-Label werden Produkte gekennzeichnet, die nach eigenen Angaben besonders umweltfreundlich und ressourcenschonend hergestellt werden. Greenpeace hat im Mai 2023 eine Untersuchung veröffentlicht, inwieweit solche von Bekleidungsherstellern selbst geschaffenen Kennzeichnungen tatsächlich nachhaltig arbeiten. Vaude schneidet in dieser Bewertung am besten ab.

### Soziale Verantwortung
Im Juli 2010 wurde kritisiert, dass Vaude in Burma, einem von einer Militärdiktatur regierten Entwicklungsland, produzieren ließ. Vaude teilte daraufhin mit, sich bis 2012 möglichst schonend aus diesem Land zurückziehen zu wollen. Außerdem ist Vaude Mitglied der Multistakeholder-Initiative Fair Wear Foundation (FWF) und erstellt eine durch die Organisation Gemeinwohl-Ökonomie auditierte Gemeinwohl-Bilanz.
Das Unternehmen betreibt ein Freibad in Obereisenbach und hat es so vor der Schließung bewahrt.
Das soziale und ökologische Engagement ist im jährlichen Nachhaltigkeitsbericht dokumentiert. Der Nachhaltigkeitsbericht wird seit Juli 2014 nach dem GRI-Standard verfasst.
Als Folge der sogenannten Detox-Kampagne von Greenpeace hat Vaude sich verpflichtet, bis 2018 die betreffenden Chemikalien aus der gesamten Lieferkette zu entfernen.

#### Flüchtlingshilfe
Anfang 2018 gründete Antje von Dewitz gemeinsam mit dem Brauunternehmer Gottfried Härle die Initiative Bleiberecht für Flüchtlinge (später Bleiberecht durch Arbeit), der sich bis November 2018 aus Baden-Württemberg und Bayern 110 Betriebe und drei Verbände angeschlossen haben. Die Unternehmer-Initiative fordert ein Bleiberecht für abgelehnte Asylbewerber, die nach dem Erhalt des Ablehnungsbescheids in ihre Heimat zurückkehren müssen. Vaude hatte im Rahmen der europäischen Flüchtlingskrise ab 2015 insgesamt zwölf Flüchtlinge fest eingestellt, von denen sieben im Jahr 2018 die Abschiebung drohte. Gegenüber der IHK-Zeitschrift Die Wirtschaft zwischen Alb und Bodensee äußerte sich Antje von Dewitz hierzu wie folgt: „Das wäre für uns ein hoher wirtschaftlicher Schaden, ganz zu schweigen von der menschlichen Katastrophe.“
Ziel der Unternehmer-Initiative ist eine gesicherte Aufenthaltsperspektive für bereits in Deutschland befindliche Geflüchtete mit festem Arbeitsplatz, die stichtagsbezogen bis zum Einwanderungsgesetz gelten sollte. Die insgesamt 150 Unternehmen der Initiative erwirtschaften einen Jahresumsatz von 44 Milliarden Euro und stehen für über eine halbe Million Arbeitsplätze in Baden-Württemberg. Insgesamt beschäftigen sie nach eigenen Angaben 2000 Flüchtlinge. Unterstützt wird die Initiative von der IHK Bodensee-Oberschwaben.
Am 19. April 2018 wurde die Initiative vom baden-württembergischen Innenminister Thomas Strobl empfangen. Dabei sprach sich Antje von Dewitz für die rasche Einführung eines Einwanderungsgesetzes aus, da Vaude in bestimmten Bereichen mit einem Arbeitskräftemangel zu kämpfen habe, der durch Anwerbung von ausländischen Arbeitskräften gedeckt werden könnte. Minister Strobl sicherte der Initiative seine Unterstützung zu.

### Albrecht von Dewitz Stiftung
Mit der gemeinnützigen Albrecht von Dewitz Stiftung engagieren sich Vaude und Edelrid gemeinsam und über die eigene Arbeit hinaus für das Wohl des Gemeinwesens. Die selbstständige Stiftung, die ihren Sitz in Tettnang hat, fördert und entwickelt Projekte in den Themenfeldern Alpine Sicherheit und Nachhaltiger Bergsport. Ihren Stiftungszweck erreicht sie durch die Umsetzung von Maßnahmen in den Feldern Wissenschaft und Forschung, Rettung aus Lebensgefahr, Bildung und Öffentlichkeitsarbeit. Das jährliche Fördervolumen ergibt sich aus der Gewinnausschüttung der Unternehmen Vaude und Edelrid, deren Gesellschafter die Stiftung ist. Gründer und Namensgeber der Stiftung ist Albrecht von Dewitz. Antje von Dewitz ist seit Gründung der Stiftung im Jahr 2017 Vorsitzende des Stiftungsrats.

## Sponsoring und Partnerschaften

### Sponsoring von Einzelathleten, Teams oder Veranstaltungen (Auswahl)
- Aline Bock (Freeride-Sportlerin)
- Helmut Gargitter (Bergsteiger und Bergführer)[44]
- Angela Eiter (Sportklettern; u. a. mehrfache Weltcup-Gesamtsiegerin)[45]
- Kilian Fischhuber (Sportklettern; mehrfacher Sieger in der Boulder-Weltcupgesamtwertung)[46]
- Fritz Miller (Alpinist und Kletterer)[47]
- Helmut Kotter (Kletterer)[48]
- Team Colnago (Radsport), darin z. B. Eva Lechner
- Richie Schley (Mountainbike)[49]
- Banff World Media Festival 2021[50]
- Vaude war von Anfang 2021 bis Ende 2022 Sponsor des Radsportteams TREK | VAUDE (u. a. Cross-Country und Cyclocross)[51]; vorher Team Centurion-VAUDE
- Vaude war Sponsor des Mountainbike-Etappenrennens TransSchwarzwald

### Deutscher Alpenverein
Seit 2002 besteht eine Kooperation zwischen dem Deutschen Alpenverein (DAV) und Vaude. Als offizieller Ausrüster des DAV werden alle sechs Bundeslehrteams ausgestattet. Seit 2008 ist Vaude Partner der DAV-Kletterwettkämpfe.

## Auszeichnungen und Nominierungen

### Auszeichnungen für Produkte
- 2011: Red Dot Design Award für den Rucksack Tracer[53]
- 2013 erhielt der Rucksack Bulin diesen Preis[54]

### Auszeichnungen und Nominierungen in den Bereichen Umweltschutz, Nachhaltigkeit und Soziales
- 2011 kam Vaude beim Deutschen Nachhaltigkeitspreis unter die Top 3 in der Kategorie „Deutschlands nachhaltigste Zukunftsstrategien“ (KMU).[55]
- 2013: Family Net Award des Landes Baden-Württemberg[56]
- 2013 und 2017: Nominierung für den CSR-Preis der Bundesregierung[57][58]
- 2014: Axia Award für Nachhaltigkeit (ausgeschrieben von der Wirtschaftsprüfungsgesellschaft Deloitte)[59]
- 2015: Deutscher Nachhaltigkeitspreis: Sieger in der Kategorie Deutschlands nachhaltigste Marken 2015
- 2015: Nominierung für den von der Financial Times vergebenen Boldness in Business Award (Bereich Corporate Responsibility/Environment)[60]
- 2016: Vaude ist einer von drei Gewinnern des Best-Practice-Award der Fair Wear Foundation. Das betreffende Projekt in Burma wurde gemeinschaftlich mit den Firmen Jack Wolfskin und Salewa durchgeführt[61]
- Auszeichnung durch den Rat für Nachhaltige Entwicklung als Werkstatt N-Projekt[62]
- 2016: GreenTec-Award, für den nach Kriterien der Nachhaltigkeit erfolgten Umbau der Gebäude und Büros in Tettnang[63]
- 2016: Preis für Unternehmensethik (vergeben vom Deutschen Netzwerk Wirtschaftsethik)[64]
- 2017: Mittelstandspreis Lea (= Leistung, Engagement, Anerkennung)[65] für Engagement in der Flüchtlingshilfe
- European Business Award 2017, Bereich Environmental and Corporate Sustainability[66]
- Die Produktgruppe, die dem selbst entwickelten Nachhaltigkeitsstandard Green Shape entspricht, wurde in den Jahren 2017 und 2018 mehrfach ausgezeichnet,[67] z. B. im Wettbewerb Deutschland – Land der Ideen[68]
- 2018: Umweltpreis des baden-württembergischen Umweltministeriums in der Kategorie Industrieunternehmen mit mehr als 250 Mitarbeitern,[69]
- Vaude wurde 2018 durch den Fachhändler Intersport zum besten Stammdatenlieferanten gewählt[70]
- 2019: Im Ranking der Nachhaltigkeitsberichte steht Vaude mit seinem Bericht des Jahres 2017 auf dem ersten Platz (Kategorie kleine und mittlere Unternehmen). Das Ranking wird u. a. durch das Institut für ökologische Wirtschaftsforschung erstellt[71]
- Im unabhängigen Vergleichsportal Rank a Brand erhält Vaude die beste Bewertung (Platz 1) im Bereich Nachhaltigkeit: Sport- und Outdoormode[72]
- Vaude erhielt als eines von 27 Unternehmen 2019 das erstmals in diesem Jahr vergebene staatliche Textilsiegel Grüner Knopf[73]
- New Work Award für Vaude im Jahr 2020[74]
- Auszeichnung mit dem Deutschen Nachhaltigkeitspreis 2023 im Bereich Textilien[75]